# 螻榮子
螻榮子（日语： Kera Eiko，1962年12月2日—），日本漫畫家。女性。出身於東京都。東京都立井草高等學校、早稻田大學第二文學院畢業。
她在《讀賣新聞》週日版上發表了《我們這一家》，講述了她高中時代自己家庭的日常生活。該作品廣受歡迎，並被改編成動畫和電影，一時聲名大噪。
她的筆名源自於她的暱稱，這是她娘家姓「螻川內（けらかわうち）」的縮寫。「螻川內」是起源於大分縣下毛郡本耶馬溪町（現中津市）東屋方的一個稀有姓氏。

## 來歷、人物
1987年，螻榮子以在《Young Sunday》（小學館）上發表的《3色橘子》首次亮相。
同年，她與前漫畫編輯和俳句詩人上田信治結婚，上田信治是她在早稻田大學漫畫研究會的學長，她在早稻田大學期間曾加入該研究會。之後經Media Factory出版了、《新娘奮戰記》等半紀錄片漫畫，講述本身從結婚到婚後的生活。
在連載《我們這一家》之前，她發表了一系列以直白方式描述性內容的色情漫畫，並被推銷為「少女情色漫畫家」。這些故事很多都收錄在（光文社）一書中。
1994年，《我們這一家》系列開始在讀賣新聞週日版連載。故事描繪了作者高中時代的核心家庭（包括她自己、父母、弟弟）的日常生活。圖書評論家山村修將其與長谷川町子的《海螺小姐》進行了比較，並評論道「在不同時代，它將是一部優秀的國民漫畫」。
1995年，《新娘奮戰記》被改編成日本電視台系列電視劇（松本明子主演）。
1996年，《我們這一家》獲得第42屆文藝春秋漫畫獎（另一位得獎者是她的早稻田大學漫畫研究會的學長）。《我們這一家》也於2002年改編成朝日電視台系列電視動畫，並播出至2009年。2003年被東映改編成動畫電影。並於2010年被拍成3D電影。2015年，《我們這一家》再次被Animax改編為動畫，並播出至2016年。
她在高中（都立井草高校）的漫研社同學有《看我這一邊！蜜子》的作者小野繪里子、高倉敦子等，而在早稻田大學的漫研會同學長有羅斯維爾細木、安倍夜郎等，學妹有現代洋子等。
埼玉西武獅球迷。

## 作品列表
- 三色橘子（1987年，《Young Sunday》）※出道作品。
- （1989年，Media Factory ISBN 4889911715）—作品於1987年2月9日至1988年1月11日在《Young Magazine增刊海賊版》頁邊空白處連載。
- 系列（Media Factory）
  - （1991年 ISBN 4889912185）
    - 2000年由講談社文庫（日语：講談社文庫）（講談社）再版（ISBN 4062647079）

  - 新娘奮戰記（日语：たたかうお嫁さま）（1992年 ISBN 488991269X）
  - （1994年 ISBN 4889913203）
  - （1999年 ISBN 4889916997）
- （1992年，〈光文社漫畫〉，光文社 ISBN 433480179X）
- （與共著，1993年，〈講談社文庫〉，講談社 ISBN 4061853724）
- 金田夫妻（2008年，幻冬舎 ISBN 9784344014909）
- 鐵本（日语：鉄本）（與上山栃、吉田戰車、田島隆（日语：田島隆）、東風孝廣（日语：東風孝広）、安田弘之、樹崎聖（日语：樹崎聖）、共著 2009年，〈KC Deluxe〉，講談社 ISBN 406375880X）
- 我們這一家系列（Media Factory）
  - 我們這一家 於讀賣新聞週日版1994年6月—2012年3月11日間連載（單行本：Media Factory）
- 入門版 我們這一家（包含單行本中精心挑選的38個故事，2008年 ISBN 484012390X）
  - 我們這一家公式設定書（該系列的第一本粉絲書，收錄了15部未發表的作品，2010年 ISBN 484013121X）
- 動畫我們這一家
  - （包含原創動畫系列中10集精心挑選的劇集，2009年 ISBN 484013121X）
  - （動畫漫畫第2彈，2010年 ISBN 484013460X）
  - （動畫漫畫第3彈，2011年3月18日發行 ISBN 978-4-8401-3865-9）
  - （動畫漫畫第4彈，2011年7月15日發行 ISBN 978-4-8401-3983-0）
  - （動畫漫畫第5彈，2011年12月16日發行 ISBN 978-4-8401-4323-3）
  - （動畫漫畫第6彈，2012年3月16日發行 ISBN 978-4-8401-4540-4）
  - （動畫漫畫第7彈，2012年5月18日發行 ISBN 978-4-8401-4583-1）
  - （動畫漫畫第8彈，2013年12月20日發行 ISBN 978-4-04-066190-2）
  - （動畫漫畫第9彈，2014年8月1日發行 ISBN 978-4-04-066937-3）
  - （動畫漫畫第10彈，2015年4月24日發行 ISBN 978-4-04-067622-7）
- 動畫新我們這一家
  - （動畫漫畫第1彈，2016年6月30日發行 ISBN 978-4-04-068606-6）
  - （動畫漫畫第2彈，2016年9月16日發行 ISBN 978-4-04-068644-8）
  - （動畫漫畫第3彈，2016年12月16日發行 ISBN 978-4-04-068645-5）
  - （動畫漫畫第4彈，2017年3月2日發行 ISBN 978-4-04-069176-3）
  - 我們這一家SUPER 於週刊雜誌《AERA》2019年12月23日開始連載（單行本：朝日新聞出版）

## 腳註

## 外部連結
- （日語）—螻榮子的官方個人網站。
- 螻榮子的X（前Twitter） （日語）
- 螻榮子的Instagram帳戶 （日語）